# Aspremont (Alpes-Maritimes)
Aspremont (italienisch Aspromonte) ist eine französische Gemeinde mit 2321 Einwohnern (Stand 1. Januar 2022) im Département Alpes-Maritimes in der Region Provence-Alpes-Côte d’Azur; sie gehört zum Arrondissement Nice, zum Kanton Tourrette-Levens und zur Métropole Nice Côte d’Azur.

## Geschichte
Nach der Aufgabe von Aspremont le Vieux 1426 wurde der früher befestigte Ort in konzentrischen Kreisen am Fuß des Mont-Chauve auf einem Hügel errichtet, der den Weg vom Var zum Tal des Paillon beherrscht.
| Bevölkerungsentwicklung | Bevölkerungsentwicklung | Bevölkerungsentwicklung | Bevölkerungsentwicklung | Bevölkerungsentwicklung | Bevölkerungsentwicklung | Bevölkerungsentwicklung | Bevölkerungsentwicklung | Bevölkerungsentwicklung | Bevölkerungsentwicklung |
| ----------------------- | ----------------------- | ----------------------- | ----------------------- | ----------------------- | ----------------------- | ----------------------- | ----------------------- | ----------------------- | ----------------------- |
| Jahr                    | 1962                    | 1968                    | 1975                    | 1982                    | 1990                    | 1999                    | 2006                    | 2011                    | 2018                    |
| Einwohner               | 465                     | 698                     | 771                     | 1150                    | 1496                    | 1853                    | 2072                    | 2195                    | 2230                    |

## Sehenswürdigkeiten
- Ruinen des mittelalterlichen Aspremont auf dem Mont Cima
- Kirche Saint-Jacques le Majeur
- Kapelle Saint-Claude
- Kapelle Notre-Dame des Salettes
- Fort d’Aspremont (um 1890) auf dem Mont Chauve
- Wohnhaus von François-Xavier Maistre